# مويرا فووت
مويرا فووت (بالإنجليزية: Moira Foot)‏ هي ممثلة بريطانية، ولدت في 19 يونيو 1953 في نورثامبتون في المملكة المتحدة.

## وصلات خارجية
- مويرا فووت على موقع IMDb (الإنجليزية)
- مويرا فووت على موقع قاعدة بيانات الفيلم (الإنجليزية)